# 文室宮田麻呂
文室 宮田麻呂（ふんや の みやたまろ）は、平安時代初期の貴族。官位は従五位上・筑前守。

## 経歴
淳和朝の天長3年（826年）正六位下から二階昇進して従五位下に叙爵。
仁明朝の承和6年（839年）従五位上に叙せられ、翌承和7年（840年）4月に筑前守に任ぜられたが、承和8年（841年）正月までに官職を解かれた。
この間、承和7年12月（841年1月）に新羅人・張宝高が特産品の朝廷への献上を目的に使人を大宰府に派遣してきたが、他国の臣による安易な貢進は受け入れられないとして献上品の馬の鞍を返却するように朝廷から命じられている。この際、宮田麻呂は張宝高に絁を贈って唐の物産を得ようとしたとみられるが、同年11月の張宝高の死去により失敗した。そのため、承和8年（841年）に渡来した新羅の廻易使・李忠がもたらした貨物について、李忠は張宝高の使人であることを理由に、宮田麻呂が没収しようとする。しかし承和9年（842年）になって、宮田麻呂による貨物の没収が朝廷に発覚し、大宰府官人の手で貨物は李忠に返還させられた。
承和10年（843年）宮田麻呂は散位従五位上の官位にあったが、従者の陽侯氏雄から謀反を図っているとの告発を受けて、左衛門府に禁獄され、次いで、朝廷から勅使として派遣された、左中弁・良岑木蓮、右中弁・伴成益、少納言・清滝河根、左兵衛大尉・藤原直道らによって平安京と難波の邸宅から武器が押収される。参議・滋野貞主、左衛門佐・藤原岳雄による訊問の結果、宮田麻呂は謀反の罪を負って斬刑に当たるところ、位階を一等降された上で伊豆国への流罪となった。同様に子息の忠基（佐渡国）・安恒（土佐国）、従者の和邇部福長（越後国）・井於枚麿（出雲国）、僧侶・神叡（出雲国）も流罪となった。なお、陽侯氏雄は告発を賞されて、特別に大初位下・筑前権少目に叙任されている。
この謀反に問われた事情は必ずしも明らかではないが、承和9年（842年）に発生し同族の参議・文室秋津も連座した承和の変の影響とする説、前述の新羅との貿易トラブルに関係するもの、さらには、藤原北家が瀬戸内海交易活動の独占を図る中で、国際交易にまで活動範囲を広げていた宮田麻呂を脅威に感じて抹殺した事件とする説もある。
以降六国史に宮田麻呂に関する記事はなく、配所で没したと思われるが、詳細は明らかでない。のちに宮田麻呂は無実であるとされ、貞観5年（863年）に神泉苑の御霊会で慰霊されている。同年、かつて宮田麻呂が近江国に所有していた家10区・土地15町・水田35町が勅により貞観寺に施入された。

## 官歴
『六国史』による。
- 時期不詳：正六位下
- 天長3年（826年） 5月26日：従五位下
- 承和6年（839年） 5月28日：従五位上
- 承和7年（840年） 4月6日：筑前守
- 承和10年（843年） 12月22日：見散位。12月29日：降一等配流伊豆国

## 系譜
- 父：不詳
- 母：不詳
- 生母不明の子女
  - 男子：文室忠基[9]
  - 男子：文室安恒[9]
- 妻：葛井滋永の娘